# شمال شرق الولايات المتحدة
شمال شرق الولايات المتحدة، أو الشمال الشرقي لأمريكا، وهي منطقة جغرافية للولايات المتحدة الأمريكية. يحدها من الشمال كندا، ومن الشرق يحدها المحيط الأطلسي، ومن الجنوب يحدها جنوب الولايات المتحدة، ومن الغرب يحدها وسط غرب الولايات المتحدة. يعد الشمال الشرقي أحد المناطق الأربع التي حددها مكتب الإحصاء لجمع وتحليل الإحصاءات. تقدر المساحة الإجمالية للمنطقة المحددة من مكتب الإحصاء 181,324 ميل2 (469,630 كـم2) مع مجموع كلي يقدر للاراضي 162,257 ميل مربع (420,240 كـم2). رغم ان المنطقة الشمالية الشرقية لا تمتلك هوية ثقافية موحدة، الا انها الأكثر تطورا من الناحية الاقتصادية، ذات كثافة سكانية عالية، والمتنوعة ثقافيا. يعتبر الشمال الشرقي ثاني أكثر المناطق الحضرية من مناطق التعداد الأربعة في البلاد، مع 85% من السكان المقيمين في المناطق الحضرية، بقيادة الغرب مع 90%.

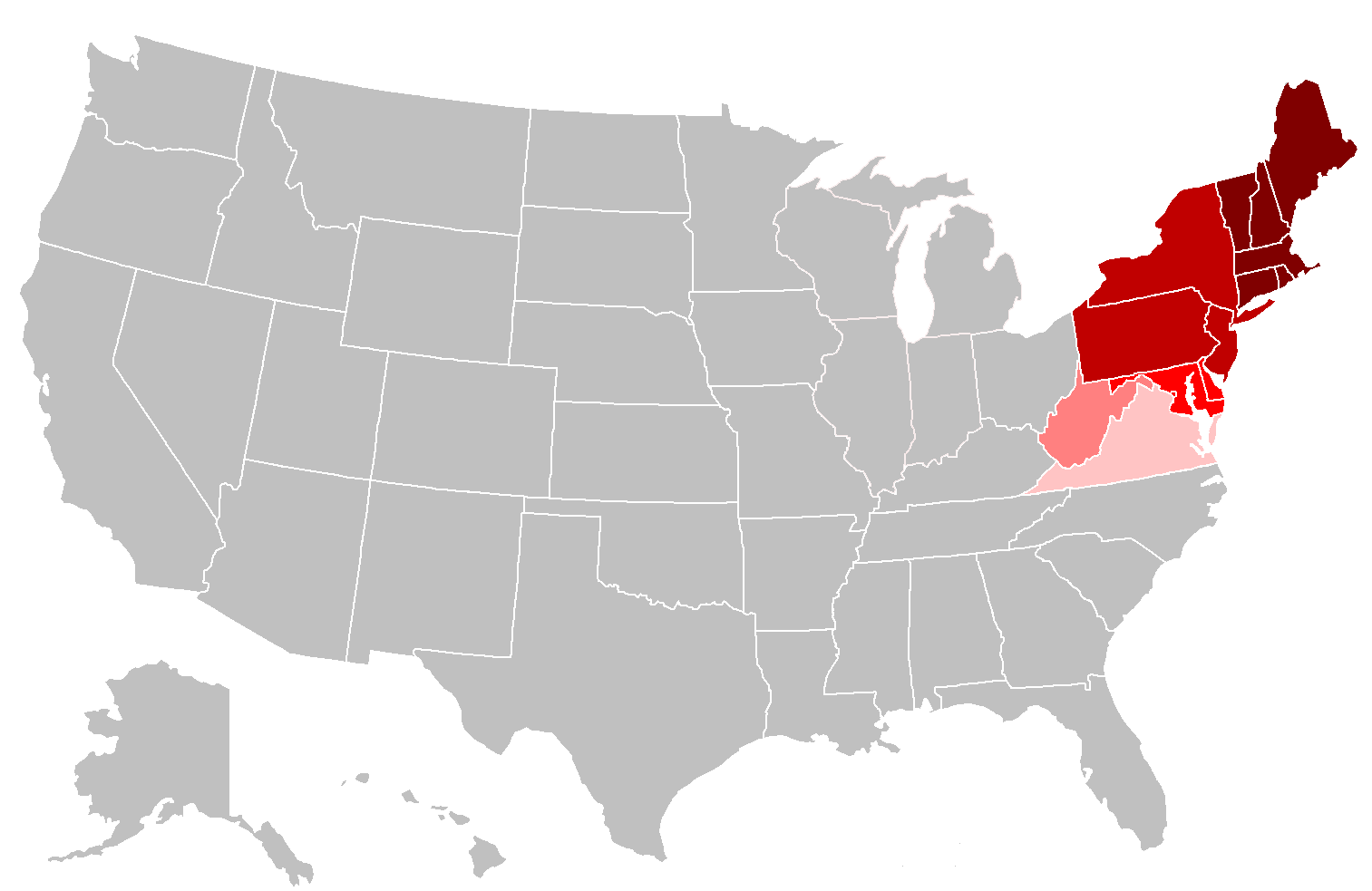
الولايات التي باللونين الأحمر الغامق مضمنة في مكتب تعداد الولايات المتحدة لمنطقة الشمال الشرقي، والولايات بالأحمر الفاتح مضمنة في تعاريف إقليمية أخرى.